# 山下家具店
株式会社山下家具店（やましたかぐてん）は、新潟県新潟市中央区に本社を置き、同県内で家具・インテリアの卸・小売専門店を展開する企業。店舗ブランドは、ローマ字表記のYAMASHITAと、片仮名表記のヤマシタを併用している。

## 沿革
1946年5月15日、木工品の製作を手がける山下木工所として創業。同年、山下家具店を開店して家具の小売事業にも進出した。その後1952年に株式会社組織に改組され、現社名となった。
1960年代に入ると新潟市古町通五番町（現在の中央区）と長岡市の百貨店「大和長岡店」にショールームスタイルの家具専門店を相次いでオープン。このうち本店は1964年に竣工し、1972年には本店を地上9階、地下2階建ての大型店舗に改装。近隣の小林百貨店や大和新潟店などデパートの店舗施設にも匹敵する規模を誇った。その後、隣接地のビルを別館としてオープン。1980年代までは順調な業績を上げ、県内各地にロードサイド型の郊外店舗を展開。一時は群馬県高崎市などにも店舗を展開していた。またホームセンター「エルハウス」、雑貨店「HANDSON'S（ハンソン）」など、専門店の多業種展開も図っていた。
だがバブル崩壊後は業績が一転して悪化。合理化が進められて郊外店舗は相次いで閉鎖され、高崎からも撤退した。また新潟市出来島（現在の中央区）、西蒲原郡黒埼町大字山田（現在の新潟市西区）には自社の家具工場を所有していたが業績悪化によって相次いで稼動を停止し、跡地はいずれも売却された。現在、出来島工場跡地はカラオケBanBan新潟南出来島店など、黒埼工場跡地はカワチ薬品などが出店する、いずれもロードサイド店舗複合型の商業エリアとなっている。
業績悪化が著しい中、2004年にはメインバンクの第四銀行が、東京にあるJSSなどの再生ファンドグループに債権を売却し、翌2005年から本格的な経営再建に着手。その際、本店の閉鎖検討も含めた合理化策が立案された。また長年「山下の家具」の店舗ブランドで事業展開を続けてきたが、2006年の創立60周年を機に店舗ブランドをローマ字表記「YAMASHITA」に変更した（のちに片仮名表記の「ヤマシタ」を追加）。この合理化策の一環で、2007年2月を以って閉店したイトーヨーカドー新潟木戸店跡（新潟市東区）へ本店機能を移転する計画が立案されたものの、建物所有者の大川トランスティルが経営破綻したことから計画は事実上消滅し、再検討ののち移転は白紙化された。一方で経営基盤の強化を進め、同年10月にオープンしたイオン新潟南ショッピングセンター（現在のイオンモール新潟南）に、新業態のキッチン雑貨専門店「フロムキッチン」の1号店を出店した。
宙に浮いたままの本店移転計画であったが、再開発事業のため2007年に古町店は閉店し、老朽化が進んでいた本店ビル・別館ビルが解体撤去された。古町店は跡地に建設される再開発ビルでテナントとして再オープンを目指していたが、その渦中に前述の大和新潟店が2010年（平成22年）6月25日に閉店したことを受け、自社物件の竣工までの間は大和から店舗跡の1～3階を賃借して再オープンすることになり、2011年（平成23年）9月23日に新潟古町店をオープンした。2012年3月には合理化で閉店した新発田市に再進出。7月には長岡店を、郊外の喜多町から長岡駅東口の越後交通ビル（E・PLAZA）へ移転した。また古町通五番町の旧本店跡では再開発ビル「GEO古町通五番町」の建設が進められ、旧新潟店本館が所在した西堀通側には鉄骨鉄筋コンクリート造、地上2階建の店舗が竣工し、2013年3月16日に新潟古町店が移転オープンした。一方、大和跡のビルは空調システムが6フロア一斉制御となっているためコスト負担が大きいことから、古町店の移転に際して売場フロアを1階のみに縮小し、店舗名を「新潟古町店アネックス」として、フロア構成をキッチン・インテリア関連の雑貨主体に転換した。
法人部門や販促企画グループは近隣の「東堀パーク600」に設置。また阿賀野市には子会社「クラウンファニシング」が運営する自社工場があり、家具などの木工製品や内装部材の製造を手掛けている。

## 現在の店舗
- 長岡店（長岡市台町二丁目・越後交通ビル〔E・PLAZA〕3・4階）
- 燕店（燕市桜町）
- 亀田店（新潟市江南区早苗二丁目）
- THE SHOPPING.（新潟市中央区古町通五番町） - 家具、インテリアからアクセサリーや衣料などを幅広く扱う新業態の店舗

### 過去の主な店舗
2005年の経営再建計画以降に閉鎖された店舗のみ掲載する。
- 新潟店（本店・新潟市中央区古町通五番町、2008年5月閉店）
- 新発田コモタウン店（新発田市舟入町三丁目、2009年6月14日閉店）
- 長岡店（長岡市喜多町、2012年7月閉店＝台町へ移転のため）
- フロムキッチン新潟南店（新潟市江南区下早通柳田一丁目・イオンモール新潟南 専門店街1階＝2014年1月13日閉店）
- 新潟古町店アネックス・フロムキッチン新潟古町店（新潟市中央区古町通七番町・旧大和新潟店＝2016年12月25日閉店）
- 新潟古町店（新潟市中央区古町通五番町＝2017年9月18日閉店、2017年10月1日に「THE SHOPPING.」としてリニューアルオープン）
- 新発田店（新発田市島潟、2019年9月閉店[13]） - 郊外型店舗。